# روني جونا
روني جونا هي موسيقية كندية، ولدت في 16 يونيو 1986 في فانكوفر في كندا.

## وصلات خارجية
- روني جونا على موقع CageMatch worker (الإنجليزية)
- روني جونا على موقع عالم المصارعة على الإنترنت (الإنجليزية)
- روني جونا على موقع IMDb (الإنجليزية)
- روني جونا على موقع قاعدة بيانات الفيلم (الإنجليزية)